# Mason Holgate
Mason Anthony Holgate (* 22. října 1996 Doncaster) je anglický profesionální fotbalista, který hraje na pozici středního obránce za anglický klub Southampton FC, kde je na hostování z Evertonu. Je také bývalým anglickým mládežnickým reprezentantem.

## Klubová kariéra

### Barnsley
Holgate se narodil v Doncasteru v hrabství South Yorkshire a do akademie Barnsley FC se dostavl v roce 2005. Svoji první smlouvu Holgate podepsal v roce 2014. Svého debutu v League One se dočkal 2. prosince 2014, když odehrál celý zápas proti Doncasteru Rovers. Svůj první gól v dresu Barnsley vstřelil při výhře 5:0 proti Rochdale v posledním zápase sezóny 2014/15.

### Everton
Dne 13. srpna 2015 přestoupil Holgate do prvoligového klubu Everton FC za částku okolo 2 miliony liber; v klubu podepsal pětiletou smlouvu. Svůj první zápas v nejvyšší anglické soutěži odehrál 13. srpna 2016 proti Tottenhamu Hotspur. Poté, co si Séamus Coleman zlomil nohu v zápase kvalifikace na Mistrovství světa v březnu 2017, se Holgate stal pravidelným členem základní sestavy, když jej trenér Ronald Koeman postavil na pravý kraj obrany.

#### West Bromwich Albion (hostování)
Dne 1. ledna 2019 odešel Holgate na půlroční hostování do West Bromwiche Albion, který hrál EFL Championship.

#### Everton (návrat)
Po příchodu trenéra Carla Ancelottiho ke konci roku 2019 se Holgate přesunul do středu obrany a pronikl do základní sestavy. Dne 16. prosince 2020 vstřelil svůj první gól v Premier League, a to do sítě Leicesteru City při výhře 2:0.

## Reprezentační kariéra
Přestože se Holgate narodil v Anglii a hrával také za anglické mládežnické reprezentace, objevila se v březnu 2021 informace, že měl být nominován do jamajské reprezentace a to prostřednictvím svých jamajských prarodičů. Prezident Jamajské fotbalové federace Michael Ricketts řekl, že Holgate požádal o jamajský pas. Nicméně nebyl jedním ze šesti fotbalistů, kteří se narodili v Anglii, kteří dostali 25. března 2021 premiérovou pozvánku do jamajské reprezentace na zápas proti USA.

## Statistiky
K 8. únoru 2022
| Klub                         | Sezóna  | Liga           | Liga   | Liga | FA Cup | FA Cup | EFL Cup | EFL Cup | Evropské poháry | Evropské poháry | Celkem | Celkem |
| Klub                         | Sezóna  | Liga           | Zápasy | Góly | Zápasy | Góly   | Zápasy  | Góly    | Zápasy          | Góly            | Zápasy | Góly   |
| ---------------------------- | ------- | -------------- | ------ | ---- | ------ | ------ | ------- | ------- | --------------- | --------------- | ------ | ------ |
| Barnsley                     | 2014/15 | League One     | 20     | 1    | 2      | 0      | 0       | 0       | —               | —               | 22     | 1      |
| Everton                      | 2015/16 | Premier League | 0      | 0    | 0      | 0      | 0       | 0       | —               | —               | 0      | 0      |
| Everton                      | 2016/17 | Premier League | 18     | 0    | 1      | 0      | 2       | 0       | —               | —               | 21     | 0      |
| Everton                      | 2017/18 | Premier League | 15     | 0    | 1      | 0      | 1       | 0       | 4               | 0               | 21     | 0      |
| Everton                      | 2018/19 | Premier League | 5      | 0    | 0      | 0      | 1       | 0       | —               | —               | 6      | 0      |
| Everton                      | 2019/20 | Premier League | 27     | 0    | 1      | 0      | 4       | 1       | —               | —               | 32     | 1      |
| Everton                      | 2020/21 | Premier League | 28     | 1    | 3      | 0      | 0       | 0       | —               | —               | 31     | 1      |
| Everton                      | 2021/22 | Premier League | 10     | 0    | 1      | 1      | 2       | 0       | —               | —               | 13     | 1      |
| Everton                      | Celkem  | Celkem         | 102    | 1    | 7      | 1      | 10      | 1       | 4               | 0               | 124    | 3      |
| West Bromwich Albion (host.) | 2018/19 | Championship   | 21     | 1    | 2      | 0      | 0       | 0       | —               | —               | 23     | 1      |
| Celkem                       | Celkem  | Celkem         | 144    | 3    | 11     | 1      | 10      | 1       | 4               | 0               | 169    | 5      |